# Fernando Louro
Fernando de Almeida Louro (São Paulo, 18 de junho de 1962) é um ciclista olímpico brasileiro, hoje aposentado.
Começou a pedalar aos 14 anos e logo foi convidado para treinar na Equipe Caloi. Com uma rápida ascensão em provas de longa distância, participou de seleções brasileiras de base.
Louro representou o Brasil nos Jogos Olímpicos de Verão de 1980, 1988 e 1992.
Conciliou a carreira de atleta com a de técnico de produtos da empresa Caloi. Após encerrar a carreira, continuou na empresa, onde exerceu vários cargos e também atuou como técnico de ciclismo. Hoje, é representante comercial da marca de bicicletas Merida.